# すごろくアドベンチャードルアーガの塔
『すごろくアドベンチャードルアーガの塔』（すごろくアドベンチャードルアーガのとう）は、ナムコ（後のバンダイナムコゲームス）が2000年に開発したメダルゲーム（キッズメダル）である。1980年代のテレビゲーム『ドルアーガの塔』を元に作られている。

## ゲーム内容
タイトル通りすごろくとアドベンチャーゲームを足したようなゲーム。サイコロを振って出た数だけマスを進み、そのマスによってイベントが起るというものである。59階にいる最後の敵ドルアーガを倒すと獲得枚数が合計99枚になる。
本作はギルとカイの他に、ワルキューレ、サンドラ、コアクマン等同社の『ワルキューレの冒険 時の鍵伝説』に登場するキャラクターもゲスト出演しており、またギルの使う技に兜割りや垂直斬りがあるなどドラゴンバスターの要素もあった。BGMや効果音はドルアーガの塔とイシターの復活がベースになっている。

## プレイヤーキャラクター
- ギル（プリンス・ギルガメス）
- カイ
- ワルキューレ
- サンドラ
- コアクマン

プレイヤーキャラクターは一枚コインをBETするごとに増える（最大5人まで）。